# Eclipse em Portugal
Eclipse em Portugal é um filme português de drama, realizado por Alexandre Valente e Edgar Alberto e produzido por Alexandre Valente. Estreou-se em Portugal a 20 de fevereiro de 2014.

## Sinopse
O filme gira à volta de Tó-Quim, um seguidor do Satanás, que, por amor e durante o eclipse, mata os seus pais. No tribunal, Anita, cúmplice e namorada, abandona Tó-Quim. No entanto, na prisão, decide seguir tanto o Senhor, que acaba por conseguir sair em liberdade muito antes da altura.

## Elenco
- Pedro Fernandes como Tó-Quim
- Sofia Ribeiro como Anita
- Fernando Fernandes como Alex
- Ricardo Carriço como padre Carvalho
- Fernanda Serrano como Maria da Fé
- Sílvia Rizzo como dona Amália
- José Wallenstein como Dr. Salazar
- José Eduardo como senhor Nicolau
- Pedro Lima como pastor
- Sandra Cóias como Vitória
- João Ricardo como senhor Jaime
- Patrícia Caeiro como cliente da sex shop
- Heitor Lourenço como médico legista
- António Júlio como lojista
- Miguel Domingues como Basílio Rêgo
- João Abreu como pivot do noticiário
- São José Lapa como juíza
- António Raminhos como Panças
- Joaquim Nicolau como Alfredo Piçabarro
- Rute Miranda como D. Alzira
- Filipa Martinho como D. Gertrudes
- Marta Dias como advogada de acusação
- Pedro Simões Dias como advogado de defesa
- João Lucas como inspector 1
- Diogo Ramos como inspector 2
- Fernando Lupach como coveiro 1
- Paulo Patricio como coveiro 2
- Francisco Cercas como guarda prisional 1
- Francisco Sequeira como guarda prisional 2
- Mário Marcos como homem
- Mena Caetano como mulher
- Sérgio Oliveira como homem da missa
- Beatriz Buery Martinho como mulher da missa
- Manuel João Vieira como fotografia do presidente
- André Sardet como presidiário
- André Antunes como presidiário
- Belgildio Mascarenhas como presidiário
- David Antunes como presidiário
- Diogo Dias como presidiário
- Diogo Tavares como presidiário
- Fernando Antunes como presidiário
- Filipe Gonçalves como presidiário
- Guilherme Madeira como presidiário
- Heber Marques como presidiário
- João Correia como presidiário
- João Vicente como presidiário
- Luís Maia como presidiário
- Marco Crespo como presidiário
- Mikkel Solnado como presidiário
- Ricardo Ambrósio como presidiário
- Rui Horta como presidiário
- Sérgio Tente como presidiário
- Toy como presidiário
- Valter Antunes como presidiário
- Virgul como presidiário
- Vitor Duarte como presidiário
- João Agostinho como estudante
- Telmo Martins como cidadão
- Sá Pinto
- Manuela Vieira como Susy Lena Cerelac